# Place du Frère-Médard
La place du Frère-Médard (en alsacien : Medardgässel) est une place de Strasbourg rattachée administrativement au quartier Centre. Face au collège épiscopal Saint-Étienne, elle va de la rue Saint-Étienne à la ruelle Saint-Médard, à laquelle on accède en descendant quelques marches. C'est une zone piétonne.

## Toponymie

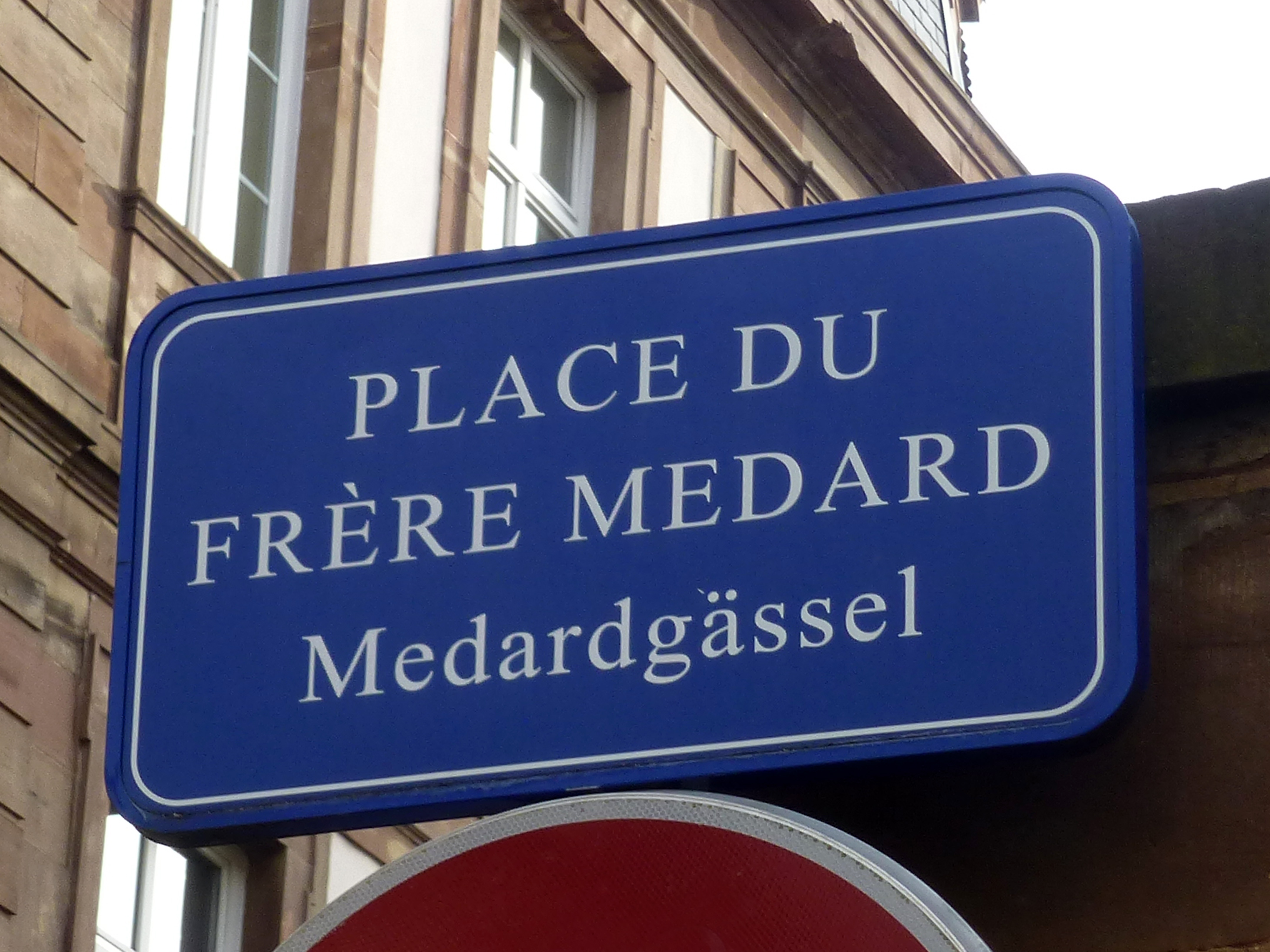
Plaque bilingue, en français et en alsacien.

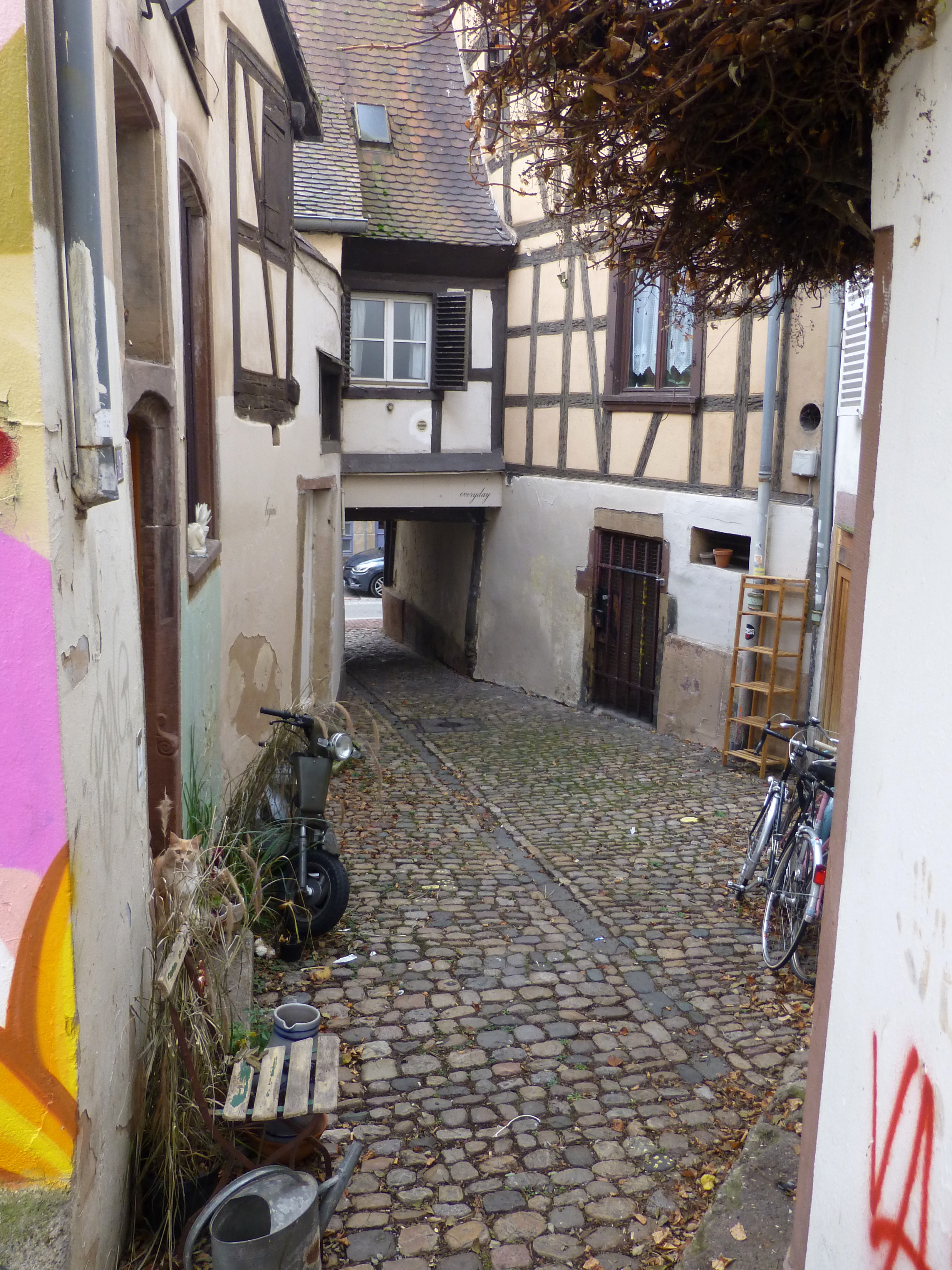
Accès à la ruelle Saint-Médard, en contrebas.

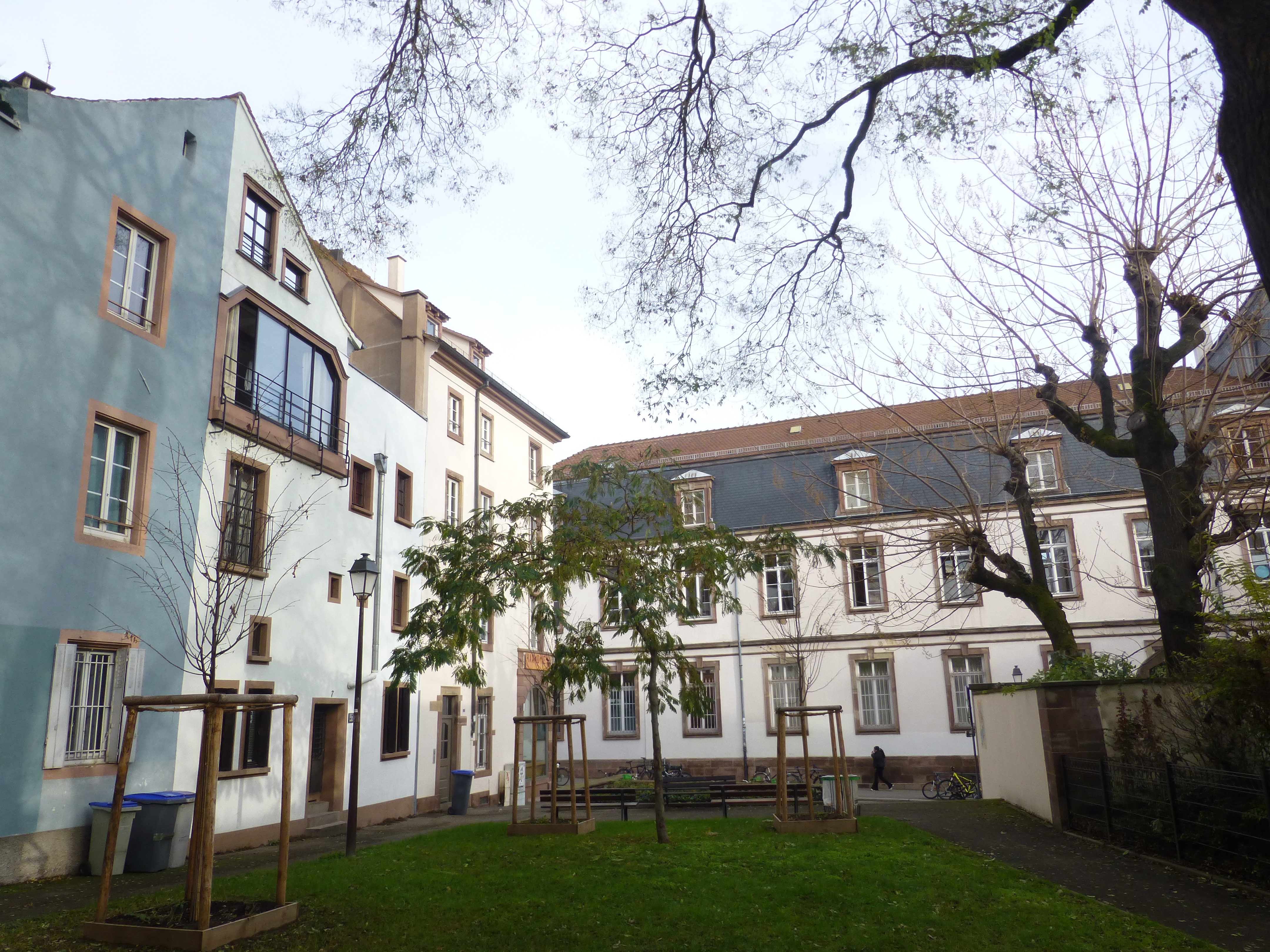
Vue en direction du collège Saint-Étienne.

Son nom rend hommage à Frère Médard — de son vrai nom Georges Willer —, une grande figure du christianisme social alsacien. En 1925 il a fondé le Foyer de l'étudiant catholique (FEC) qu'il dirige pendant 63 ans et qui devient, après la guerre, un haut lieu du débat d'idées et de la formation de toute une partie de la classe politique régionale en Alsace.
Des plaques de rues bilingues, à la fois en français et en alsacien, sont mises en place par la municipalité à partir de 1995. C'est le cas du Medardgässel.

## Histoire
En 1951 et 1952, Jean-Jacques Hatt lance deux campagnes de fouilles archéologiques dans le quartier de la ruelle et de l'impasse Saint-Médard, qui contribuent à l'histoire assez complexe d'Argentoratum, dans une période de l'Antiquité tardive marquée par plusieurs destructions.
La place elle-même est créée en 1963 sur l'emplacement de maisons détruites pendant la Seconde Guerre mondiale. Elle est renommée en 1998, en hommage au Frère Médard.